# Discografia formației Suede
Aceasta este discografia trupei britanice de rock alternativ Suede, formată din cinci albume de studio, două compilații, trei DVD-uri și douăzeci de single-uri.

## Albume

### Albume de studio
| Titlu         | Data lansării      | Poziții în topuri | Poziții în topuri | Poziții în topuri | Poziții în topuri | Poziții în topuri | Poziții în topuri | Poziții în topuri | Poziții în topuri | Poziții în topuri | Poziții în topuri | Distincții pentru numărul de exemplare vândute |
| Titlu         | Data lansării      | SUA               | UK Albums Chart   | Franța            | Australia         | Olanda            | Japonia           | Norvegia          | Austria           | Finlanda          | Suedia            | Distincții pentru numărul de exemplare vândute |
| ------------- | ------------------ | ----------------- | ----------------- | ----------------- | ----------------- | ----------------- | ----------------- | ----------------- | ----------------- | ----------------- | ----------------- | ---------------------------------------------- |
| Suede         | 29 martie 1993     | 14                | 1                 | -                 | 23                | 77                | 28                | 18                | -                 | -                 | 7                 | Aur                                            |
| Dog Man Star  | 10 octombrie 1994  | 35                | 3                 | -                 | -                 | -                 | 39                | -                 | -                 | -                 | 5                 | Aur                                            |
| Coming Up     | 2 septembrie 1996  | 17                | 1                 | 30                | 35                | 65                | 27                | 3                 | 39                | 4                 | 1                 | Platină                                        |
| Head Music    | 3 mai 1999         | 25                | 1                 | 39                | 26                | 56                | 29                | 1                 | 19                | 3                 | 1                 | Aur                                            |
| A New Morning | 30 septembrie 2002 | -                 | 24                | 68                | -                 | 81                | 59                | 6                 | -                 | 9                 | 19                |                                                |

### Compilații
| Titlu            | Data lansării     | Poziții în topuri | Poziții în topuri | Poziții în topuri | Poziții în topuri | Poziții în topuri | Poziții în topuri | Poziții în topuri |
| Titlu            | Data lansării     | Marea Britanie    | Danemarca         | Finlanda          | Irlanda           | Japonia           | Norvegia          | Suedia            |
| ---------------- | ----------------- | ----------------- | ----------------- | ----------------- | ----------------- | ----------------- | ----------------- | ----------------- |
| Sci-Fi Lullabies | 6 octombrie 1997  | 9                 | -                 | 12                | -                 | -                 | 22                | 16                |
| Singles          | 20 octombrie 2003 | 31                | 9                 | 35                | 47                | 67                | 14                | -                 |

## Single-uri
| Anul lansării | Titlul                 | Poziții în topuri | Poziții în topuri | Poziții în topuri | Poziții în topuri | Poziții în topuri | Poziții în topuri | Poziții în topuri | Poziții în topuri | Poziții în topuri | Poziții în topuri | De pe albumul          |
| Anul lansării | Titlul                 | Marea Britanie    | Australia         | Canada            | Danemarca         | Finlanda          | Irlanda           | Norvegia          | Noua Zeelandă     | Suedia            | SUA               | De pe albumul          |
| ------------- | ---------------------- | ----------------- | ----------------- | ----------------- | ----------------- | ----------------- | ----------------- | ----------------- | ----------------- | ----------------- | ----------------- | ---------------------- |
| 1992          | „The Drowners”         | 49                | -                 | -                 | -                 | -                 | -                 | -                 | -                 | -                 | -                 | Suede                  |
| 1992          | „Metal Mickey”         | 17                | 39                | -                 | -                 | -                 | -                 | -                 | -                 | 33                | 7                 | Suede                  |
| 1993          | „Animal Nitrate”       | 7                 | -                 | -                 | -                 | -                 | -                 | -                 | -                 | 21                | -                 | Suede                  |
| 1993          | „So Young”             | 22                | -                 | -                 | -                 | -                 | -                 | -                 | -                 | -                 | -                 | Suede                  |
| 1994          | „Stay Together”        | 3                 | -                 | -                 | -                 | -                 | -                 | -                 | 47                | 10                | -                 | Stay Together (single) |
| 1994          | „We Are the Pigs”      | 18                | -                 | -                 | -                 | -                 | -                 | -                 | -                 | 34                | -                 | Dog Man Star           |
| 1994          | „The Wild Ones”        | 18                | -                 | -                 | -                 | -                 | -                 | -                 | -                 | -                 | -                 | Dog Man Star           |
| 1995          | „New Generation”       | 21                | -                 | -                 | -                 | -                 | -                 | -                 | -                 | -                 | -                 | Dog Man Star           |
| 1996          | „Trash”                | 3                 | -                 | -                 | -                 | 1                 | -                 | 12                | -                 | 5                 | -                 | Coming Up              |
| 1996          | „Beautiful Ones”       | 8                 | -                 | -                 | -                 | 6                 | -                 | -                 | -                 | 11                | -                 | Coming Up              |
| 1997          | „Saturday Night”       | 6                 | -                 | -                 | -                 | 7                 | -                 | -                 | -                 | 11                | -                 | Coming Up              |
| 1997          | „Lazy”                 | 9                 | -                 | -                 | -                 | 10                | -                 | -                 | -                 | 19                | -                 | Coming Up              |
| 1997          | „Filmstar”             | 9                 | -                 | -                 | -                 | 12                | -                 | -                 | -                 | 17                | -                 | Coming Up              |
| 1999          | „Electricity”          | 5                 | -                 | -                 | -                 | 5                 | -                 | 5                 | 39                | 13                | -                 | Head Music             |
| 1999          | „She's in Fashion”     | 13                | -                 | -                 | -                 | 10                | -                 | -                 | -                 | 59                | -                 | Head Music             |
| 1999          | „Everything Will Flow” | 24                | -                 | -                 | -                 | 20                | -                 | -                 | -                 | 55                | -                 | Head Music             |
| 1999          | „Can't Get Enough”     | 23                | -                 | -                 | -                 | -                 | -                 | -                 | -                 | -                 | -                 | Head Music             |
| 2002          | „Positivity”           | 16                | -                 | 13                | 1                 | 15                | 44                | 15                | -                 | 32                | -                 | A New Morning          |
| 2002          | „Obsessions”           | 29                | -                 | -                 | -                 | -                 | -                 | -                 | -                 | -                 | -                 | A New Morning          |
| 2003          | „Attitude”             | 14                | -                 | -                 | 15                | -                 | 50                | -                 | -                 | -                 | -                 | Singles                |

## DVD-uri
- Love and Poison (1993)
- Introducing the Band (16 septembrie 1997)
- Lost in T.V. (14 mai 2002)

## Alte melodii (B-sides)
- „The Drowners”: „To the Birds”, „My Insatiable One”
- „Metal Mickey”: „Where the Pigs Don't Fly”, „He's Dead”
- „Animal Nitrate”: „Painted People”, „The Big Time”
- „So Young”: „Dolly”, „High Rising”
- „Stay Together”: „The Living Dead”, „My Dark Star”
- „We Are the Pigs”: „Killing of a Flashboy”, „Whipsnade”
- „The Wild Ones”: „Modern Boys”, „This World Needs a Father”
- „New Generation”: „Together”, „Bentswood Boys”
- „Trash”: „Europe is our Playground”, „Every Monday Morning Comes”, „Have You Ever Been This Low?”, „Another No One”
- „Beautiful Ones”: „Young Men”, „Sound of the Streets”
- „Saturday Night”: „W.S.D.”, „Jumble Sale Mums”, „This Time”
- „Lazy”: „These are the Sad Songs”, „Feel”, „Sadie”, „Digging a Hole”
- „Filmstar”: „Graffiti Women”, „Duchess”
- „Electricity”: „Popstar”, „Killer”, „See That Girl”, „Waterloo”, „Implement Yeah!”
- „She's in Fashion”: „Bored”, „Pieces of My Mind”, „Jubilee”, „God's Gift”
- „Everything Will Flow”: „Weight of the World”, „Leaving”, „Crackhead”, „Seascape”
- „Can't Get Enough”: „Let Go”, „Since You Went Away”, „Situations”, „Read My Mind”
- „Positivity”: „One Love”, „Simon”, „Superstar”, „Cheap”, „Colours”, „Campfire Song”
- „Obsessions”: „Cool Thing”, „Instant Sunshine”, „UFO”, „Rainy Day Girl”, „Hard Candy”, „ABC Song”
- „Attitude”: „Golden Gun”, „Oxygen”, „Just a Girl”, „We're So Disco”